# Čakanec
 Čakanec  falu Horvátországban Zágráb megyében. Közigazgatásilag Kravarskóhoz tartozik. 

## Fekvése
Zágráb központjától 25 km-re délre, községközpontjától 5 km-re nyugatra a Vukomerići dombok között fekszik.

## Története
A település nevét még birtokként 1334-ben „possesio Chakanouch”, 1389-ben „possessio Chakanowch” említik. Faluként 1427-ben „villa Chakanowch” néven bukkan fel először. 1783-ban az első katonai felmérés térképén „Dorf Chakanyi” néven szerepel.A falunak 1857-ben 159, 1910-ben 213 lakosa volt. Trianon előtt Zágráb vármegye Nagygoricai járásához tartozott. 2001-ben a falunak 83 lakosa volt.

## Lakosság
| Lakosság változása | Lakosság változása | Lakosság változása | Lakosság változása | Lakosság változása | Lakosság változása | Lakosság változása | Lakosság változása | Lakosság változása | Lakosság változása | Lakosság változása | Lakosság változása | Lakosság változása | Lakosság változása | Lakosság változása |
| ------------------ | ------------------ | ------------------ | ------------------ | ------------------ | ------------------ | ------------------ | ------------------ | ------------------ | ------------------ | ------------------ | ------------------ | ------------------ | ------------------ | ------------------ |
| 1857               | 1869               | 1880               | 1890               | 1900               | 1910               | 1921               | 1931               | 1948               | 1953               | 1961               | 1971               | 1981               | 1991               | 2001               |
| 159                | 183                | 158                | 205                | 211                | 213                | 216                | 235                | 250                | 257                | 233                | 179                | 130                | 90                 | 83                 |

## Külső hivatkozások
- Kravarsko község hivatalos oldala
- Az első katonai felmérés térképe (1763-1787)